# ماتيميكوش (كيبك)
ماتيميكوش (بالإنجليزية: Matimekosh, Quebec)‏ هي منطقة سكنية تقع في كندا في Côte-Nord. يقدر عدد سكانها بـ 540 نسمة .